# Nygård (Lilla Edet)
Nygård è un'area urbana della Svezia situata nel comune di Lilla Edet, contea di Västra Götaland.
La popolazione rilevata nel censimento 2010 era di 419 abitanti .